# Pierre-Eugène Clairin
Pour les articles homonymes, voir Clairin (homonymie).

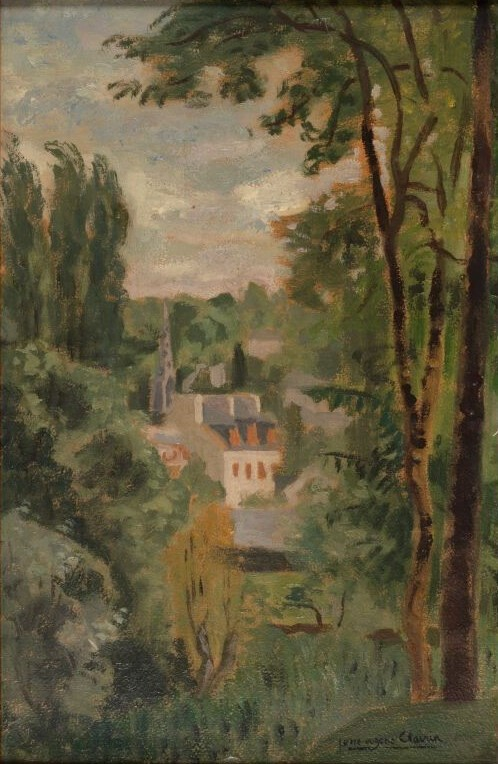

Pierre-Eugène Clairin né à Cambrai (Nord) le 14 mars 1897 et mort à Thorigné-en-Charnie (Mayenne) le 7 juillet 1980 est un peintre, illustrateur, graveur et résistant français.

## Biographie
Fils de Léon Alphonse Clairin (né le 17 octobre 1844 à Paris), officier au 4e régiment de cuirassiers à Cambrai, et de Thérèse Agnès Schiff (née en février 1865 à La Nouvelle-Orléans, en Louisiane, d'ascendance anglo-américaine), Pierre-Eugène Clairin fait ses études en Angleterre et entre à l'École des beaux-arts de Paris dans l'atelier de Fernand Cormon en 1913. Il s'engage dans la cavalerie, puis, en 1915, dans l'Armée de l'air. Devenu pilote de guerre, il est décoré de la Croix de guerre, de la Médaille militaire et de la Légion d'honneur.
En 1919, il entre dans l'atelier de Paul Sérusier à l'Académie Ranson. Il rencontre Maurice Denis et Édouard Vuillard, qui l'initie à la gravure et à la lithographie. Enfant, il séjournait pendant l'été en Bretagne, dans la famille de son oncle Georges Clairin, et, au Salon d'automne de 1921, il présente des paysages bretons dont sa Vue de Pont-Aven qui atteste de l'influence de ses maitres de l'académie Ranson, et expose ses toiles de Pont-Aven à la galerie Druet, où il rencontre Pierre Farrey. En 1927, il signe un contrat avec la galerie Bernheim, qui l'expose à New York. En 1929, il obtient le Prix Abd-el-Tif. Il fait à la villa Abd-el-Tif un séjour de deux ans, qu'il prolonge jusqu'en 1934 par des voyages au Maroc et dans le Sud Algérien. Il retournera régulièrement en Algérie après 1945.
À son retour en 1934, il s'installe à Saint-Loup-de-Naud et, pour l'Exposition universelle de 1937, il décore les pavillons de l'Île-de-France et de l'État du Vatican (qui lui valent une médaille d'or) ainsi que le Conservatoire national de musique. Mobilisé en 1939, puis démobilisé en 1940, il organise un réseau de résistants à Saint-Loup-de-Naud. En 1946, il part en mission et conférences aux États-Unis et travaille notamment pour et avec Albert Camus, dont il avait fait la connaissance en 1929 à Alger, par Edmond Charlot, à la librairie-galerie « les Vraies Richesses ». Il publie notamment aux éditions Rombaldi une série de planches sur les œuvres de Camus (Noces, L'Exil et le Royaume, La Femme adultère) et de Henry de Montherlant en 1950. Il reçoit le grand prix de l'Île-de-France en 1957. À partir de 1960, il peint notamment en Île-de-France et dans la région de Pont-Aven. Il est élu membre de l'Académie des beaux-arts en 1967 (Section IV : Gravure - Fauteuil 4) et président de la Société des peintres-graveurs français en 1970. Il meurt au retour d'une de ses ultimes expositions à Pont-Aven, en juillet 1980. Son épouse est décédée en 1977.
Paul Sérusier écrivait à Clairin, qu'il considérait comme son successeur spirituel : « Je voudrais trouver en vous l'héritier d'une tradition que mes maîtres m'ont léguée, et à qui je crois avoir ajouté quelque chose, quand ce ne serait qu'un peu d'ordre. »  Pierre-Eugène Clairin fut un des derniers peintres à avoir travaillé dans l'atelier de Paul Gauguin à Lezaven Pont-Aven.

## Expositions et œuvres principales
- Paris, 1921, Galerie Druet exposition sur le thème de la Bretagne et Pont-Aven : Vue de Pont-Aven, huile sur toile, 1920, 41 X 28 cm.
- Alger, Exposition artistique de l'Afrique Française.
- Alger, villa Abd El Tif, 1930.
- Paris, Exposition universelle de 1937.
- Quimper, Salon de l'Union artistique, 1939 : Vue de Trégunc, huile sur toile, 46,1 × 64,8 cm, actuellement au musée des Beaux-Arts de Brest[3].
- Paris, galerie Charpentier, 1945.
- Monte Carlo, 1954.
- Tunis, Exposition artistique de l'Afrique française, 1955.
- Quimper, galerie Fouillen, Cinquante ans d'amour breton, 1971.
- Londres, galerie Wildenstein, 1973.
- Paris, galerie Weil, 1973.
- Paris, Bibliothèque nationale de France, 1977.
- Pont Aven et (depuis 1974) galerie Ernest Correleau, Paris, galerie Bernheim-Jeune, 1980.
- Lourmarin, Les peintres amis d'Albert Camus, 1994.